# ALCO Century 415
A ALCO Century 415 ou ALCO C415, foi uma locomotiva diesel-elétrica com arranjo de rodeiros B-B, produzida pela American Locomotive Company (ALCO) como parte dos modelos da Century Series. Ela não foi um modelo popular; somente 26 foram construídas entre 1966 e 1968 para sete diferentes compradores. Ela está em atividade nos dias de hoje, com a Burlington Junction Railway com dois exemplares de nº 701 e 702.